# Petrus Pavlicek

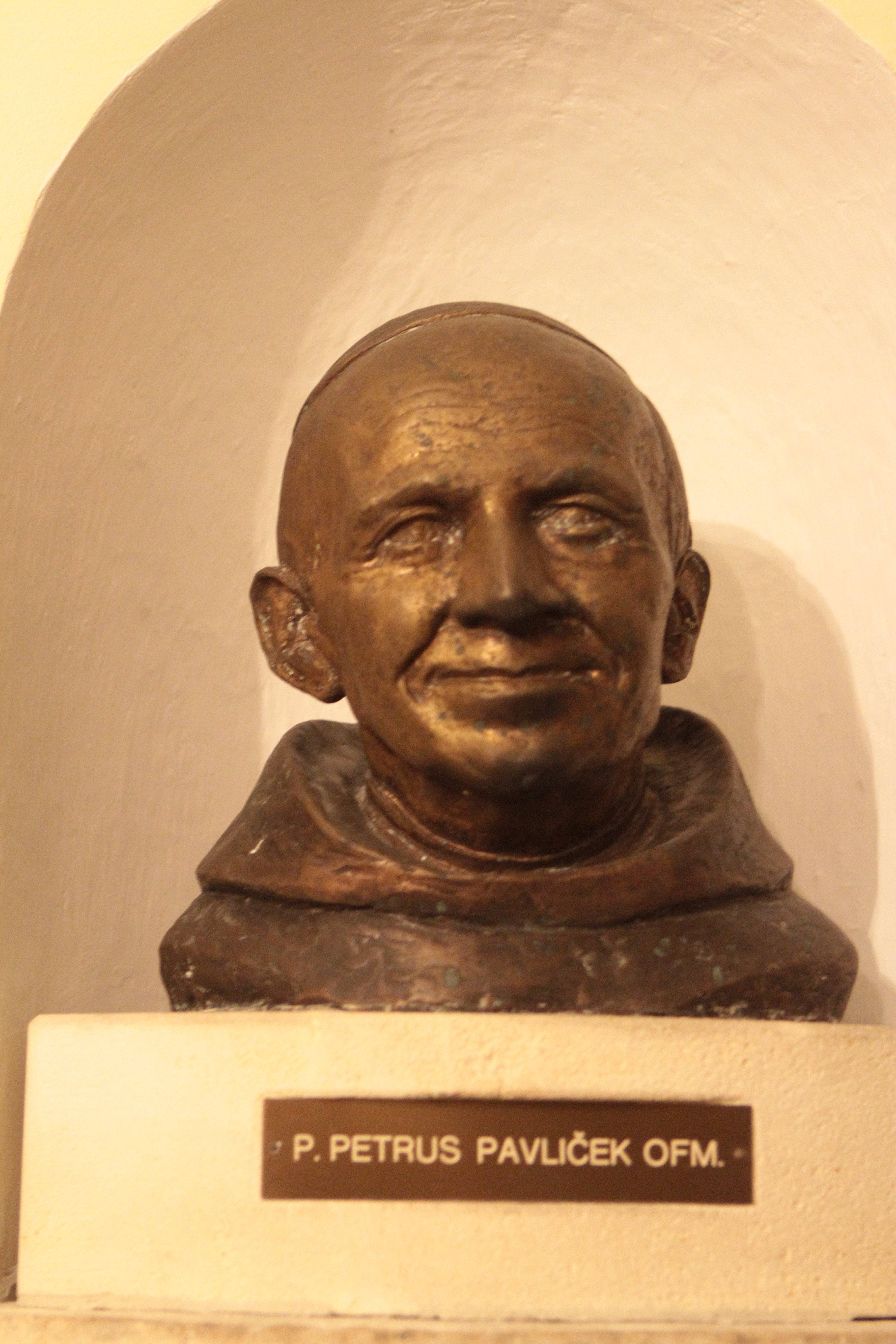
Büste von Petrus Pavlicek in der Franziskanerkirche in Wien

Petrus Pavlicek (* 6. Januar 1902 in Innsbruck als Otto Pavlicek; † 14. Dezember 1982 in Wien) war ein Franziskaner (OFM) und Gründer des „Rosenkranz-Sühnekreuzzugs um den Frieden in der Welt“.

## Leben
Otto Pavlicek wurde als zweiter Sohn des k. u. k. Offiziers Augustin Pavlicek und der Gabriele Alscher geboren und auf den Namen Otto getauft. Seine Mutter starb, als er zwei Jahre alt war. Danach übersiedelte sein Vater mit den Söhnen nach Wien, 1915 nach Olmütz. Dort legte Pavlicek 1920 die Matura ab und arbeitete dann in der Möbelfabrik Thonet. Er trat 1921 aus der Kirche aus, war 1922 bis 1924 beim Militär und arbeitete danach in Prag bei der Firma Brown Boveri & Cie. Da ihn die Arbeit nicht zufriedenstellte, studierte er 1927 bis 1930 an der Malerakademie in Breslau, lebte danach als Künstler in Paris und London, wo er am 10. Dezember 1932 standesamtlich die Künstlerin Kathleen Nell Brockhouse heiratete. Die Ehe wurde im Februar 1936 wegen Zerrüttung einvernehmlich geschieden. Pavlicek zog nach Cambridge, lebte 1933 in Brünn und dann in Prag.
Nach einer schweren Krankheit trat er am 15. Dezember 1935 wieder in die katholische Kirche ein und wollte Priester werden. 1936 besuchte er Therese von Konnersreuth, die ihn in seinem Vorhaben bestärkte. Er wurde in Innsbruck und Wien nicht in den Franziskanerorden aufgenommen, weil er schon 35 Jahre alt war. Daher trat er in Prag ein und erhielt den Ordensnamen Petrus. Am 29. August 1938 legte er die einfache Profess, drei Jahre später die ewige Profess ab. Am 14. Dezember 1941 wurde er zum Priester geweiht.
Am 13. Mai 1942 wurde er wegen angeblicher Wehrdienstverweigerung von der Gestapo verhaftet und vor ein Kriegsgericht gestellt, dessen Verfahren mit einem Freispruch endete. Am 7. Oktober musste er als Sanitäter an die Westfront einrücken und geriet am 15. August 1944 in amerikanische Kriegsgefangenschaft. Er wurde nach Cherbourg gebracht, wo er als Lagerpfarrer wirkte und durch eine Broschüre zum ersten Mal von den Marienerscheinungen in Fátima erfuhr.
Am 16. Juli 1945 endete seine Kriegsgefangenschaft. Aufgrund der Beneš-Dekrete und ihrer Folgen für die deutschsprachige Bevölkerung konnte er nicht mehr in sein Prager Kloster zurückkehren und ging deshalb nach Wien. Dort wurde er als Volksmissionar eingesetzt.
Am 2. Februar 1946 pilgerte er als Dank für die glückliche Heimkehr vom Zweiten Weltkrieg in den Marienwallfahrtsort Mariazell. Hier hörte er im Inneren eine Stimme, die sagte: „Tut, was ich euch sage, und es wird Friede sein.“ Diese Worte erinnerten ihn an die Botschaft von Fátima. Er gründete im Februar 1947 den „Rosenkranz-Sühnekreuzzug um den Frieden in der Welt“ (kurz RSK). Ab September 1948 wurden jeden Monat in der Wiener Franziskanerkirche Andachten für den Frieden begangen. Ab 1949 veröffentlichte Pavlicek eine Zeitschrift, die heute den Namen „Betendes Gottesvolk“ trägt. Von 1950 bis 1955 organisierte er im September die jährliche Maria-Namen-Prozession über die Wiener Ringstraße.
Pater Petrus leitete den „Rosenkranz-Sühnekreuzzug“ bis zu seinem Tod. Er wurde in der Wiener Franziskanerkirche begraben.

## Seligsprechungsprozess
Im Jahr 2001 begann der Seligsprechungsprozess für Petrus Pavlicek. Die diözesanen Untersuchungen wurden am 14. Dezember 2001 unter Kardinal Christoph Schönborn initiiert und waren im Januar 2021 noch nicht abgeschlossen. Unterstützt wird der Seligsprechungsprozess durch den in Wien ansässige Rosenkranzsühnekreuzzug. Pavlicek wurde der sogenannte heroische Tugendgrad zugesprochen, eine Vorstufe zur Seligsprechung. Aktueller Postulator ist Giovangiuseppe Califano OFM.

## Werke
- Das Sühne-Opfer Jesu und Mariä für die Sünder der Welt. Rosenkranz-Sühnekreuzzug um den Frieden der Welt, Wien 1961